# Дания на «Евровидении-1987»
Дания принимала участие в тридцать втором выпуске телевизионного конкурса Евровидение-1987, который состоялся 9 мая во Дворце Столетия в Брюсселе, Бельгия. Страну представляли Анна-Катрина Эрдорф и группа Bandjo с песней En lille melodi ("Немного мелодии"), написанной участниками Bandjo Хельге Энгельбрехтом и Якобом Йония. По итогам голосования они заняли пятое место из 22, набрав 83 очка. Тем не менее, En lille melodi была предшественницей датской заявки на Евровидение-1988 Ka' du se hva' jeg sa'? в исполнении группы Hot Eyes. Конкурс был показан DR на канале DR1 с комментариями Йоргена де Милуса. Глашатаем от Дании был Бент Эниус.

## Предыстория
К моменту своего участия на конкурсе 1987 года Дания участвовала на Евровидение девятнадцать раз с момента своего дебюта в 1957 году. Страна выигрывала конкурс однажды: в 1963 году с песней Dansevise в исполнении Йоргена и Греты Ингманн. Страна также организовывала проведение Евровидения в 1964 году в Тиволи в Копенгагене. Дания с 1967 по 1977 годы не участвовала в конкурсе из-за политики тогдашнего руководства телекомпании DR.

## До «Евровидения»

### Dansk Melodi Grand Prix 1987
Начиная с 1957 года датский телевещатель Датское радио (DR) отвечает за организацию отбора заявки на Евровидение и трансляцию конкурса. Все заявки от Дании выбирались через проведение национального финала под названием Dansk Melodi Grand Prix. Очередной выпуск Dansk Melodi Grand Prix состоялся 28 февраля 1987 года в Тиволи, Копенгаген. Ведущим был Йорген де Милус. Главной особенностью этого национального финала стало наличие двух раундов голосования. По итогам первого раунда пять из десяти конкурсантов без объявления каких-либо голосов проходили во второй раунд, где победитель определялся через них путём подсчёта голосов жюри из пяти регионов Дании. Данное новшество стало применяться и в последующих выпусках Dansk Melodi Grand Prix. Среди конкурсантов были представители Дании на Евровидение разных лет: Дарио Кампеотто (1961), Томми Зибах (1979, 1981) и Кирстен Сигаард из группы Hot Eyes (1984, 1985).
| Порядковый номер | Исполнитель                       | Название песни         | Автор(ы)                              | Результат |
| ---------------- | --------------------------------- | ---------------------- | ------------------------------------- | --------- |
| 1                | Кирстен Сигаард и Сёрен Бундгаард | Farvel og tak          | Сёрен Бундгаард, Келд Хейк            | Прошёл    |
| 2                | Дорт Колло и Джонни Реймар        | Sig mig hva' du ude på | Якоб Йония                            | Не прошёл |
| 3                | Трин Дирхольм                     | Danse i måneskin       | Франс Бак                             | Прошёл    |
| 4                | Дарио Кампеотто                   | Stjerner på himlen     | Кьелд Рууд-Хансен, Мерете Рууд-Хансен | Не прошёл |
| 5                | Келд Хейк и Хильда Хейк           | Ha' det godt           | Карстен Лен, Хильда Хейк, Келд Хейк   | Не прошёл |
| 6                | Lille Palle                       | Goodbye Joe            | Оле Бредаль                           | Не прошёл |
| 7                | Бирт Кьер                         | Hva' er du ude på?     | Пер Мейлструп, Келд Хейк              | Прошёл    |
| 8                | Томми Зибах                       | Det' gratis            | Томми Зибах, Келд Хейк                | Прошёл    |
| 9                | Анна-Катрина Эрдорф               | En lille melodi        | Хельге Энгельбрехт, Якоб Йония        | Прошёл    |
| 10               | Limelight                         | Helt normalt           | Торбен Лундгрен                       | Не прошёл |

| Порядковый номер | Исполнитель                       | Название песни     | Очки | Место |
| ---------------- | --------------------------------- | ------------------ | ---- | ----- |
| 1                | Кирстен Сигаард и Сёрен Бундгаард | Farvel og tak      | 6    | 5     |
| 2                | Трин Дирхольм                     | Danse i måneskin   | 20   | 3     |
| 3                | Бирт Кьер                         | Hva' er du ude på? | 22   | 2     |
| 4                | Томми Зибах                       | Det' gratis        | 17   | 4     |
| 5                | Анна-Катрина Эрдорф               | En lille melodi    | 40   | 1     |

## На «Евровидении»
В Брюсселе Эрдорф и группа Bandjo выступали под номером 19, между Финляндией и будущим победителем - Ирландией. По итогам голосования они заняли пятое место из 22, набрав 83 очка. Данный результат Дания разделила вместе с Нидерландами. 12 очков датское жюри присудило вице-чемпиону конкурса, Германии. Хенрик Крогсгаард был дирижёром во время исполнения датской заявки.

### Голосование
| Очки      | Страна                                           |
| --------- | ------------------------------------------------ |
| 12 баллов |                                                  |
| 10 баллов |                                                  |
| 8 баллов  | - Греция - Финляндия - Франция - Швеция          |
| 7 баллов  | - Австрия - Великобритания - Исландия - Норвегия |
| 6 баллов  | - Израиль - Нидерланды                           |
| 5 баллов  |                                                  |
| 4 балла   | - Ирландия                                       |
| 3 балла   | - Швейцария                                      |
| 2 балла   | - Италия                                         |
| 1 балл    | - Португалия - Турция                            |

| Очки      | Страна         |
| --------- | -------------- |
| 12 баллов | Германия       |
| 10 баллов | Кипр           |
| 8 баллов  | Югославия      |
| 7 баллов  | Швеция         |
| 6 баллов  | Греция         |
| 5 баллов  | Ирландия       |
| 4 балла   | Великобритания |
| 3 балла   | Норвегия       |
| 2 балла   | Нидерланды     |
| 1 балл    | Швейцария      |